# Frankford (Ontario)
Frankford is een plaats in de Canadese provincie Ontario die sinds 1 januari 1998 deel uitmaakt van de gemeente Quinte West gelegen aan het westelijke uiteinde van de Bay of Quinte van het Ontariomeer.  